# فرودگاه کتلینا
فرودگاه کتلینا (به انگلیسی: Catalina Airport) یک فرودگاه همگانی بهره‌برداری هوایی با کد یاتا CIB است که یک باند فرود آسفالت دارد و طول باند آن ۹۱۴ متر است. این فرودگاه در شهر آوالون، کالیفرنیا کشور ایالات متحده آمریکا قرار دارد و در ارتفاع ۴۸۸ متری از سطح دریا واقع شده‌است.